# Jean Chiappe
Jean-Baptiste-Pascal-Eugène Chiappe (pronunciat [kjap], nascut a Ajaccio el 3 de maig de 1878 i mort a la mar Mediterrània el 27 de novembre de 1940, fou un alt funcionari i home polític francès.

## Biografia
Va entrar el 1899 al ministeri de l'Interior després d'estudis de dret i va fer tota la seva carrera al ministeri de l'Interior, on va entrar com a secretari de l'administració penitenciaria. Era recognoscible perquè portava sempre una faixa blanca i perquè era de petita talla.
Esdevingué a continuació cap del gabinet del secretari general del ministeri (1909), secretari general del ministeri l'any 1925,i director de la Seguretat general de 1924 a 1927.
El 1927 obtingué la plaça de prefecte de policia de París, on reprimí les manifestacions comunistes, i va fer amistats entre els cercles d'extrem-dreta entre els quals l'Acció francesa i Maurici Pujo i el setmanari nacionalista Gringoire, del qual el director, Horace de Carbuccia, era el seu gendre. Gran amic del radical Louis Malvy, molt popular en els cercles conservadors (s'entenia molt bé amb André Tardieu, diverses vegades president del Consell, així com amb Maurici Pujo, fundador dels Camelots del rei) era igualment popular entre els policies per haver-hi millorat les seves condicions de treball i de vida. Així va facilitar la feina de les esposes de policies com conserges als immobles de París. Va crear igualment una clinica que existeix encara actualment i que es nomena "Casa de Salut dels Guardians de la Pau". La influència del prefecte de policia en aquesta època era considerable: el 1934, Chiappe «manava aproximadament quinze mil homes o sigui més d'un quart de la totalitat dels efectius de policia i de gendarmeria operant sobre el conjunt del territori». Només Louis Lépine va tenir tanta influència com Chiappe entre els prefectes de la Tercera República.
Diversos governs successius temptaran vanament de eliminar aquest alt funcionari pròxim dels cercles monàrquics. El 1930, va estar a l'origen de la censura de la pel·lícula l'Edat d'or de Buñuel; més tard, aquest últim farà corejar el nom de Chiappe en el seu Diari d'una camarera en l'escena d'una manifestació d'extrema-dreta.
Els socialistes van posar com condició pel seu suport al govern la revocació del prefecte i el radical Édouard Daladier, nou president del Consell, el va cessar el 3 de febrer de 1934, acusant-lo tanmateix d'haver frenat la instrucció de l'afer Stavisky, implicant al diputat-alcalde radical de Baiona, Dominique-Joseph Garat en l'escàndol dels falsos bons de caixa del crèdit municipal. Per evitar l'aparença d'una decisió partidista, Daladier li va proposar la plaça de resident general al Marroc, una de les places més prestigioses de la III República, que Chiappe va refusar. En protesta contra el seu cessament que es va concretar amb l'entrada en funcions com a nou prefecte de policia del prefecte de Sena i Oise Adrien Bonnefoy-Sibour, tres ministres (Jean Fabry, François Piétri i Jean-Marc Doussain) van dimitir així com el prefecte del departament del Sena, Édouard Guineu.
Les lligues antiparlementaries (Creu de Foc del coronel de la Rocque, Acció Francesa, Camelots del rei, Solidaritat Francesa, Joventuts Patriotes) organitzaren pel seu costat una gran manifestació de suport el 6 de febrer de 1934, que va degenerar ràpidament en aldarulls contra la república i el govern i va suposar la caiguda de Daladier, afeblit per la dimissió dels ministres de centre-dreta en suport al prefecte de Policia, que va reprendre el seu antic càrrec.
Jean Chiappe fou elegit, el 24 de juny de 1935, president del Consell Municipal de París. A les legislatives de 1936, la seva elecció per Ajaccio fou invalidada, però va poder ser elegit diputat del departament del Sena i es va unir al grup conservador dels Independents Republicans.
El 10 de juliol de 1940, no va prendre part al vot que va donar plens poders al marsical Pétain, que el va nomenar el 25 de novembre següent alt comissionat de França al Llevant. L'avió d'Air France que el portava al Líban i a Síria, conduït per Henri Guillaumet, el cèlebre pioner de l'Aéropostale sobrevivent llegendari dels Andes fou abatut el 27 de novembre sobre la mar Mediterrània, entre Sardenya i l'Àfrica del nord, per l'aviació italiana llavors compromesa en una batalla aeronaval contra els britànics. Pierre Laval, vicepresident del Consell, va protestar als britànics als que va acusar, com certs periòdics italians, d'haver-hi abatut l'aparell (aquesta tesi ha estat sempre discutida fins avui dia encara; Chiappe podia haver representat una amenaça pels interessos britànics al Pròxim Orient).Guillaumet, així com els altres membres del equipatge entre els quals Marcel Reine i dos passatgers, Jean Chiappe i el seu director de gabinet, van morir. Fou llavors citat a l'ordre de la Nació pel mariscal Pétain.
A París, una part de l'avinguda Henri-Martin al districte XVI de la ciutat va prendre el nom d'avinguda Jean-Chiappe el 1941 abans d'esdevenir l'avinguda Georges-Mandel el 1945. El tribunal d'honor de la prefectura de policia de París va agafar el nom de Jean-Chiappe abans de ser rebatejat "tribunal del 19 d'agost" després de l'alliberament.